# 踐土之盟
踐土之盟是中國春秋時代於踐土（郑地，在今河南省原阳县西南，武陟县东南）召開的一場盟會，於前632年冬召開，由晉文公主導，邀集諸侯參加，參與的諸侯國包括齊國、陳國、魯國、宋國、蔡國、鄭國、衛國、莒國。周天子周襄王也至會所參加。
該會盟是晉國同年在城濮之戰打敗楚國之後，與各國約定要求尊重周王室，是晉文公霸業的代表事件。

## 原典記載
《春秋·僖公二十八年》記載：「五月癸丑，公会晋侯、齐侯、宋公、蔡侯、郑伯、卫子、莒子，盟于践土。」《 史记正义》有注释：括地志：故王宫在郑州荥泽县西北十五里王宫城中。左传云晋文公败楚于城濮，至于衡雍，作王宫于践土也。
按：王城则所作在践土城内。东北隅有践土台，东去衡雍三十余里也。
1. ↑  《史记·周本纪》，中华书局2014年版第194页。